# Cantone di Truchtersheim
Il Cantone di Truchtersheim era una divisione amministrativa dell'arrondissement di Strasburgo-Campagna.
A seguito della riforma approvata con decreto del 18 febbraio 2014, che ha avuto attuazione dopo le elezioni dipartimentali del 2015, è stato soppresso.

## Composizione
Comprendeva i comuni di
- Berstett
- Dingsheim
- Dossenheim-Kochersberg
- Durningen
- Fessenheim-le-Bas
- Furdenheim
- Gougenheim
- Griesheim-sur-Souffel
- Handschuheim
- Hurtigheim
- Kienheim
- Kuttolsheim
- Neugartheim-Ittlenheim
- Osthoffen
- Pfettisheim
- Pfulgriesheim
- Quatzenheim
- Rohr
- Schnersheim
- Stutzheim-Offenheim
- Truchtersheim
- Willgottheim
- Wintzenheim-Kochersberg
- Wiwersheim